# جمعة درويش
جمعة درويش المعشري (29 سبتمبر 1984) لاعب كرة قدم عماني يلعب في صفوف نادي النصر.

## روابط خارجية
- جمعة درويش على موقع الاتحاد الدولي (مؤرشف)  (الإنجليزية)
- جمعة درويش على موقع قاعدة بيانات كرة القدم.إي يو (الإنجليزية)
- جمعة درويش على موقع ناشيونال فوتبول تيمز (الإنجليزية)
- جمعة درويش على موقع Soccerway.com (الإنجليزية)